# خوان مانوئل واریا
خوان مانوئل واریا (انگلیسی: Juan Manuel Varea؛ زادهٔ ۲۳ مارس ۱۹۸۶) بازیکن فوتبال اهل آرژانتین است.
از باشگاه‌هایی که در آن بازی کرده‌است می‌توان به باشگاه فوتبال شیروکی بریگ، باشگاه فوتبال ولز سارسفیلد، باشگاه فوتبال ژلیزنیچار سارایوو، و باشگاه فوتبال روان باکو اشاره کرد.